# Santa Ana, Guerrero
Santa Ana är en ort i Mexiko.   Den ligger i kommunen Chilapa de Álvarez och delstaten Guerrero, i den södra delen av landet, 210 km söder om huvudstaden Mexico City. Santa Ana ligger 1 565 meter över havet och antalet invånare är 749.
Terrängen runt Santa Ana är kuperad, och sluttar österut. Runt Santa Ana är det ganska glesbefolkat, med 42 invånare per kvadratkilometer. Närmaste större samhälle är Chilapa de Alvarez, 5,3 km öster om Santa Ana. Omgivningarna runt Santa Ana är en mosaik av jordbruksmark och naturlig växtlighet.